# Намислін
Намислін (пол. Namyślin, нім. Neumühl) — село в Польщі, у гміні Болешковиці Мисліборського повіту Західнопоморського воєводства.
Населення — 304 особи (2011).
У 1975-1998 роках село належало до Гожовського воєводства.

## Демографія
Демографічна структура станом на 31 березня 2011 року:
|          | Загалом | Допрацездатний вік | Працездатний вік | Постпрацездатний вік |
| -------- | ------- | ------------------ | ---------------- | -------------------- |
| Чоловіки | 144     | 26                 | 106              | 12                   |
| Жінки    | 160     | 27                 | 94               | 39                   |
| Разом    | 304     | 53                 | 200              | 51                   |